# En resa i jazz och folkton
En resa i jazz och folkton från 1995 är ett samlingsalbum med Jan Johansson. Det består dels av material tidigare utgivet 1961–66, dels av tidigare ej utgivet material.

## Låtlista
1. Jannes Boogie (Jan Johansson) – 2:26
2. Flottarkärlek (Hugo Lindh) – 3:09
3. Hålligång the Orgel (Jan Johansson) – 2:47
4. Jag har bott vid en landsväg (Alvar Kraft) – 3:03
5. Dubbeltvist (Rune Gustafsson) – 2:49
6. Tea for Two (Vincent Youmans/Irving Caesar) – 2:33
7. Säg det i toner (Jules Sylvain) – 2:09
8. September in the Rain (Harry Warren) – 2:25
9. Tico Tico (Zequinha de Abreu) – 1:06
10. Lapp-Nils polska (trad) – 5:40
11. Berg-Kirstis polska (trad) – 2:39
12. I fjol så gick jag med herrarna i hagen (trad) – 2:46
13. Johan Gustafssons vals (Jan Johansson/Rune Gustafsson) – 2:43
14. In the Night (Roy Byrd/Cosimo Matassa) – 3:37
15. Two Little Pearls (Oscar Pettiford) – 4:30

## Medverkande
- Jan Johansson – piano, orgel, gitarr
- Rune Gustafsson – gitarr
- Sture Åkerberg – bas
- Georg Riedel – bas
- Egil Johansen – trummor
- Måns Olsson – sång (spår 10)
- Guckås-Pär[2] – sång (spår 12)